# Terra Tech Förderprojekte
TERRA TECH Förderprojekte e. V. ist eine deutsche gemeinnützige Nichtregierungsorganisation mit Sitz in Marburg, die sich in der Entwicklungszusammenarbeit und Humanitären Hilfe engagiert. Im Fokus stehen hilfsbedürftige und notleidende Menschen in Ländern des globalen Südens, die durch Kriege, Naturkatastrophen und soziale Ungleichheit benachteiligt sind.
Die Organisation wurde im Jahr 1986 gegründet. Über 400 Projekte in 53 Ländern in  Ländern in Afrika, Asien, Latein- und Südamerika sowie in Osteuropa.

## Aufgaben und Ziele
Im Laufe des Bestehens hat sich das Aufgabenspektrum erweitert. Der Verein leistet derzeit:
- klassische Nothilfe (z. B. Nahrungsmittelhilfe und medizinische Versorgung)
- Aufbau- und Wiederaufbauhilfe (z. B. von Schulen und Krankenhäusern)
- langfristige Entwicklungsprojekte (z. B. landwirtschaftliche Projekte, Trainings- und Fortbildungsmaßnahmen)

Unterstützt wird die Organisation dabei von Mitgliedern, Spendern, Stiftungen, der Bundesregierung und Partnerorganisationen. Finanziers sind
- Aktion Mensch
- Arbeitsstab Humanitäre Hilfe im Auswärtigen Amt[3]
- Bundesministerium für wirtschaftliche Zusammenarbeit und Entwicklung (BMZ)
- Hertie-Stiftung
- Stiftung Sternstunden

Projektbeispiele:
- Im nepalesischen Birendranagar im Distrikt Surkhet wird seit 2016 das erste Schulungskrankenhaus zur Behandlung von Geburtsfisteln errichtet (Gemeinschaftsprojekt mit dem International Nepal Fellowship).[4] Es handelt sich um eine Angliederung an das Mid-Western Regional Hospital[5] und wird 36 Bettenplätze aufweisen.[6] Die Eröffnung findet im September 2018 statt. Die Finanzierung erfolgt über das BMZ.
- Im Jahr 2018 rief der Verein zusammen mit dem bulgarischen Partner Prijateli 2006 einen Fachkräfteaustausch zwischen bulgarischen und deutschen Fachkräften inklusiver Kindergärten ins Leben. Drei Aspekte stehen im Mittelpunkt des Projekts: a) Integration und Inklusion von Kindern mit Behinderung, b) Unterstützung der Eltern mittels Elternabende und Selbsthilfegruppen sowie c) die Sensibilisierung der Gesellschaft durch Abbau von Diskriminierung.

Der Verein trägt das Spendensiegel des DZI.
Der Verein hat die Werte der Initiative Transparente Zivilgesellschaft unterzeichnet.

## Mitgliedschaften
- Deutscher Paritätischer Wohlfahrtsverband (Sektion Parität International)
- Aktion Deutschland Hilft (Mitgliedschaft über den DPWV)[9]
- Verband Entwicklungspolitik und Humanitäre Hilfe deutscher Nichtregierungsorganisationen e. V.
- Entwicklungspolitisches Netzwerk Hessen e. V.